# Auguste (titre)
Pour les articles homonymes, voir Auguste (homonymie) et Augustus.
Auguste, en latin Augustus (AVGVSTVS en majuscules), abrégé en AVG, est le titre porté par les empereurs romains jusqu'au début du VIIe siècle, par référence à la dignité accordée au premier d'entre eux, Auguste.

## Première attribution
Dans les dernières décennies de la République, les Romains sont devenus familiers de la sacralisation de leurs grands conquérants, Sylla prenant le surnom de Felix (« Le Chanceux »), Pompée statufié tenant la sphère cosmique, Jules César salué par les Grecs comme un dieu épiphane. Tout en refusant d'être considéré comme un dieu vivant — ce qui n'avait pas réussi à César —, Octave accepte des titres plus modérés, mais qui honorent son charisme et sa pietas.
Le titre d'Auguste lui est accordé par le Sénat romain le 16 janvier 27 av. J.-C. sur proposition de Lucius Munatius Plancus, trois jours après qu'il lui a remis tous ses pouvoirs et qu'il les eut refusés. L'origine de ce nom est à rapprocher des augures de la religion romaine, sacerdoce déjà accordé à Octavien entre 40 et 38 av. J.-C.. Les augures interprétaient les volontés de Jupiter, déterminant ce qui était « fas », permis par Jupiter et les dieux, et « nefas », interdit par eux. Georges Dumézil fait dériver le mot « augure » d’« augus » qui signifierait « plénitude de la force sacrée ». On retrouve le nom Augustus attaché au fondateur de Rome, Romulus, sur certaines représentations.
On peut lire dans le récit de Suétone :

« [Il fut surnommé] plutôt Augustus [que Romulus] non seulement parce que ce titre était nouveau mais encore parce qu’il était plus significatif, parce qu'aussi les lieux où certaines choses sont consacrées par les augures sont déclarées augustes, d'après l'expression auctus « le garant ou plénitude de chance » ou de avium gestu ou avium gustu « par le mouvement » ou « par la nourriture des oiseaux », ainsi que l'indique ce vers d’Ennius : « Après que l’illustre Rome eut été fondée sous d’augustes augures ». »

On peut donc légitimement supposer que ce titre accordé par le Sénat romain à Octave signifiait qu'il était celui dont la parole a force d'augure. Selon Jean Gagé, « la notion d'Octave Auguste a mûri à travers celle d'Octave augure »,.

## Postérité comme titre
Octave fut subséquemment connu sous le nom d'Auguste. Par la suite, ce titre fut utilisé par presque tous les empereurs romains qui suivirent (prenant la place de cognomen, le surnom des Romains), particulièrement à l'époque de la Tétrarchie où il y avait quatre empereurs : deux augustes et deux césars.
Le titre d'Auguste, ainsi que les autres titres latins imperator et caesar, furent abandonnés au début du VIIe siècle par l'empereur Héraclius, au profit du titre de basileus (roi, en grec).
Le titre fut repris ensuite par des empereurs de l'Empire carolingien et du Saint-Empire romain germanique.
Il a aussi été utilisé par le roi français Philippe Auguste, de son vivant.